# Libanotis schrenkiana
Libanotis schrenkiana är en flockblommig växtart som beskrevs av Carl Anton von Meyer och Boris Konstantinovich Schischkin. Libanotis schrenkiana ingår i släktet Libanotis och familjen flockblommiga växter. Inga underarter finns listade i Catalogue of Life.